# Devoto, la invasión silenciosa
Devoto, la invasión silenciosa es una película de cine fantástico argentino de 2020 dirigida por Martín Basterretche y protagonizada por Diego Cremonesi, Alexia Moyano, Gastón Cocchiarale y Jorge Takashima.

## Argumento
Cinco extraños despiertan en un depósito de la ciudad de Buenos Aires, donde descubren que se está tramando una invasión extraterrestre a la misma. Tendrán que enfrentarse a los seres, a quienes denominan "Los Bowies" -por el parecido con el cantante-, para salvar a La lancera, la líder de la resistencia que es quien los recluta para comenzar la misión.

## Producción
El film tiene una estética que recuerda al cine de clase B de los años 80, así como a los cómics de ciencia ficción, con referencias a series como V: Invasión extraterrestre. Es la tercera película del director Martín Basterretche.
Fue estrenada en el contexto de la pandemia de COVID-19, a través del canal argentino de cable Cine.ar y la plataforma on-demand Cine.ar Play.